# رجل الأقدار (مسلسل)
عمرو بن العاص هو مسلسل ديني تاريخي من إنتاج مدينة الإنتاج الإعلامي يتناول فترة حياة عمرو بن العاص. المسلسل بطولة نور الشريف، الذي أعد لشخصية عمرو بن العاص لمدة ثلاثة سنوات. المسلسل يمر بمرحلتين :
- قبل إسلام عمرو بن العاص ومعارضته للإسلام والمسلمين.
- بعد إسلام عمرو بن العاص وكفاحه للدفاع عن الإسلام وفتحه لمصر.

## تمثيل
- نور الشريف: عمرو بن العاص
- سوسن بدر: ريطة بنت منبه زوجة عمرو
- أيمن عزب: هشام بن العاص أخو عمرو
- حنان مطاوع: سلمي زوجة هشام وعمرو من بعده
- بهاء ثروت: عمارة بن الوليد
- خليل مرسي: العاص بن وائل والد عمرو
- محمود مسعود: معاوية بن أبي سفيان
- محمد الصاوي: وردان خادم عمرو بن العاص
- علي عبد الرحيم: أصحمة النجاشي حاكم الحبشة
- خالد الصاوي: القائد الروماني اركاديوس
- رؤوف مصطفى: المقوقس قيرس حاكم مصر قبل الفتح
- محمد توفيق إبراهيم: أبو جهل
- ياسر علي ماهر: خالد بن الوليد
- سامي مغاوري: صاحب حانة بمكة
- وفاء الحكيم: خادمه لدي عمرو وابيه من قبله
- ألفت سكر: زوجة العاص بن وائل وام هشام بن العاص
- محمد سامي: عبد الله بن عمرو بن العاص
- محمد ولاء الدين: الوليد بن المغيرة
- فهمي الخولي: أبو سفيان بن حرب
- سماح السعيد: ماريا أبنة يوحنا
- أمين هاشم: ورقة بن نوفل
- محمد ريحان
- رشوان سعيد: أبو طالب بن عبد المطلب
- فاروق عيطة: القائد أطربون
- مجدي إدريس: يوحنا المصري
- حمدي هيكل: أمية بن خلف
- مجدي رشوان: جيفر
- أحمد صفوت:عبد بن الجلندي
- منى حسين: الجارية الرومية لؤلؤة
- حمدي السخاوي: القائد الروماني مندافور
- مصطفى درويش: أبو لهب بن عبد المطلب
- سعيد صديق: ظيفار
- ماهر سليم: حزيل
- عبد السلام الدهشان: القيصر هرقل